# Morimopsis dalihodi
Morimopsis dalihodi là một loài bọ cánh cứng trong họ Cerambycidae.